# Stenogrammitis tomensis
Stenogrammitis tomensis là một loài dương xỉ trong họ Polypodiaceae. Loài này được Schelpe Labiak mô tả khoa học đầu tiên năm 2011.